# 樹木 (弘前市)
樹木（じゅもく）は、青森県弘前市の地名。郵便番号は036-8228。

## 地理
青森県道130号桔梗野富田線の北側、青森県道28号岩崎西目屋弘前線の南側、青森県道126号久渡寺新寺町線沿いにあり、北東から北西にかけて新寺町、北西から西にかけて茂森新町、西南は若葉、南は緑ケ丘、西は桔梗野に接する。

## 歴史

### 沿革
- 1967年（昭和42年）～現在 - 富田、清水富田、新寺町の一部から分離。樹木一～五丁目になる。

### 地名の由来
明治20年ごろ当地に開かれたりんご園にちなむ。

## 世帯数と人口
2017年（平成29年）6月1日現在の世帯数と人口は以下の通りである。
| 丁目       | 世帯数  | 人口    |
| ---------- | ------- | ------- |
| 樹木一丁目 | 300世帯 | 647人   |
| 樹木二丁目 | 171世帯 | 366人   |
| 樹木三丁目 | 96世帯  | 218人   |
| 樹木四丁目 | 122世帯 | 290人   |
| 樹木五丁目 | 32世帯  | 70人    |
| 計         | 721世帯 | 1,591人 |

## 施設

### 教育
- 弘前市立第四中学校

### 商業
- ツルハドラッグ弘前樹木店
- ローソン弘前樹木店
- ローソン弘前樹木四丁目店
- 弘前清掃（株）
- （有）加藤英産業
- （有）炭工房アップルスタジオ
- 丸勝材木店
- コインランドリーゆとり工房樹木店
- ハルル樹木
  - サンデー 弘前樹木店

### 公共
- 樹木会館

### 行政
- 弘前市清掃事業所

## かつて存在した施設
- 弘前自動車運転免許試験場 - 弘前市大久保字西田に移転。
- TSUTAYA弘前樹木店（2017年9月15日開店[3]）
- さとちょう樹木店（2023年10月20日閉店[4]）

## 小・中学校の学区
市立小・中学校に通う場合、学区は以下の通りとなる。
| 町丁       | 番・番地 | 小学校               | 中学校             |
| ---------- | -------- | -------------------- | ------------------ |
| 樹木一丁目 | 全域     | 弘前市立桔梗野小学校 | 弘前市立第四中学校 |
| 樹木二丁目 | 全域     | 弘前市立桔梗野小学校 | 弘前市立第四中学校 |
| 樹木三丁目 | 全域     | 弘前市立桔梗野小学校 | 弘前市立第四中学校 |
| 樹木四丁目 | 全域     | 弘前市立桔梗野小学校 | 弘前市立第四中学校 |
| 樹木五丁目 | 全域     | 弘前市立桔梗野小学校 | 弘前市立第四中学校 |

## 交通
- 弘南バス

樹木、四中校前、若葉一丁目（弘前駅 - 四中校線、他）停留所。